# Белоусов, Сергей Георгиевич
Сергей Георгиевич Белоусов (6 сентября 1938 года, Верхняя Тура, Свердловская область — ?, Нижнекамск) — бригадир монтажников мостостроительного отряда № 74 мостостроительного треста № 10 Министерства транспортного строительства СССР, Амурская область. Герой Социалистического Труда (1990).

## Биография
В 1954 году начал трудовую деятельность учеником токаря в ремонтно-механическом цехе одного из предприятий Верхней Туры. С 1960 года — ткарь, монтажник, электросварщик на промышленном предприятии «Уралстальконструкции». С 1964 года трудился монтажником на Заинском монтажном предприятии. С 1974 года по 1992 года — монтажник-бетонщик на строительстве Западного участка Байкало-Амурской магистрали.
Указом № 546 Президента СССР Михаила Сергеевич Горбачёва «О присвоении звания Героя Социалистического Труда участникам сооружения Байкало-Амурской железнодорожной магистрали» от 10 августа 1990 года «за большой вклад в сооружение Байкало-Амурской железнодорожной магистрали, обеспечение ввода в постоянную эксплуатацию на всем её протяжении и проявленный трудовой героизм» удостоен звания Героя Социалистического Труда с вручением ордена Ленина и золотой медали «Серп и Молот».
В 1992 году переехал в Нижнекамск, где трудился на Нижнекамской ТЭЦ.
Скончался в Нижнекамске.
Награды
- Герой Социалистического Труда
- Заслуженный строитель ТАССР (1970).
- Орден Знак Почёта (1974)
- Орден Трудового Красного Знамени (1984)